# Randall G. Hulet
Randall Gardner Hulet (* 27. April 1956 in Walnut Creek, Kalifornien) ist ein US-amerikanischer Physiker.
Hulet studierte an der Stanford University mit dem Bachelor-Abschluss 1978 und wurde 1984 am Massachusetts Institute of Technology bei Daniel Kleppner promoviert. Danach war er am National Institute of Standards and Technology (NIST) in Boulder bei David Wineland. 1987 wurde er Assistant Professor, 1992 Associate Professor und 1996 Professor für Physik an der Rice University, an der er 2000 zum Fayez Sarofim Professor ernannt wurde.
Er ist ein Pionier der Experimente mit ultrakalten Atomen und Bose-Einstein-Kondensaten (BEC). Er ist für die erste Realisierung eines Bose-Einstein-Kondensats in einem Atomgas mit attraktiver Wechselwirkung (Gas aus Lithiumatomen) bekannt, wobei die Formung des BEC mit der gewöhnlichen Kondensation aufgrund der attraktiven Wechselwirkung in Konkurrenz steht. Bei genügend vielen Gasatomen kollabiert (kondensiert) das Gas und Hulet gelang auch die erste Beobachtung von Bildung und Kollaps eines BEC. Außerdem gelang ihm die erste Beobachtung von polarisiertem entartetem Fermigas (und Mischungen von Bose- und Fermigasen, entsprechend bosonischen und fermionischen Isotopen von Lithium) und Materiewellen-Solitonen in Bose-Einstein-Kondensaten. Er untersucht mit seiner Gruppe optische Gitter ultrakalter Atome als Modell von Systemen der Festkörperphysik, unter anderem Hochtemperatursupraleiter (HTS) über ein Hubbard-Modell aus ultrakalten Atomen mit zwei Spinkomponenten (wobei sie antiferromagnetische Eigenschaften nachweisen konnten wie bei HTS) und p-Wellen Supraflüssigkeiten als mögliche topologische Supraflüssigkeiten (mit Vincent Liu). Außerdem untersucht seine Gruppe mit ultrakalten Atomen Wenigteilchensysteme von Bosonen mit resonanten Wechselwirkungen. 
Für 2017 erhielt er den Herbert-Walther-Preis. Er erhielt 1995 den I. I. Rabi Prize der American Physical Society und 1989 den Presidential Young Investigator Award der National Science Foundation. 1988 wurde er Forschungsstipendiat der Alfred P. Sloan Foundation (Sloan Research Fellow). Er ist Fellow der American Association for the Advancement of Science und der American Physical Society. Hulet ist seit 2002 Ehrendoktor der Universität Utrecht.